# نیکلاس لوبلان
فرایند لبلانک(به انگلیسی: Leblanc process) یک فرایند صنعتی است که برای تولید سدیم کربنات استفاده می شود.این فرایند به طور گسترده در قرن هجدهم میلادی کاربرد داشت.این فرایند شامل دو مرحله زیر است:
- تولید سدیم سولفات از سدیم کلرید،
- واکنش زغال سنگ،سدیم سولفات و کلسیم کربنات و تولید سدیم کربنات.

واکنش لبلانک به افتخار مخترع فرانسوی آن ،نیکولاس لبلانک نامگذاری شده است.